# Летанце
Летанце (алб. Letanc) је насељено место у општини Подујево, Косово и Метохија, Република Србија.

## Демографија
| Демографија | Демографија | Демографија |
| Година      | Становника  | Становника  |
| ----------- | ----------- | ----------- |
| 1948.       | 602         |             |
| 1953.       | 657         |             |
| 1961.       | 672         |             |
| 1971.       | 769         |             |
| 1981.       | 1.044       |             |
| 1991.       | 1.272       |             |